# 帕纳罗河畔圣切萨里奥
帕纳罗河畔圣切萨里奥，是意大利摩德纳省的一个市镇。总面积27平方公里，人口6002人，人口密度222.3人/平方公里（2009年）。ISTAT代码为036036。